# Birsteinius perlongoides
Birsteinius perlongoides är en kvalsterart som beskrevs av Hammer 1977. Birsteinius perlongoides ingår i släktet Birsteinius och familjen Liacaridae. Inga underarter finns listade.